# Internationaal filmfestival van Taormina

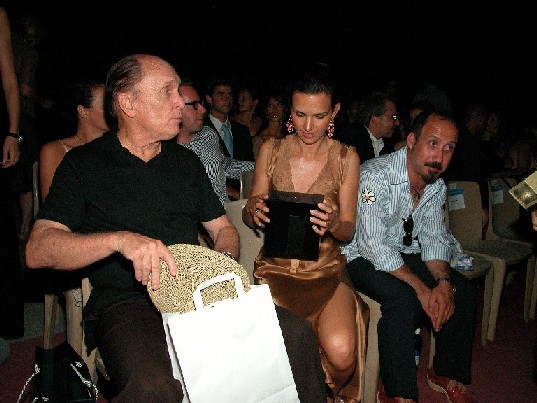
Robert Duvall, Kathy Baker en Franco Zanghì tijdens het festival in ca. 2006

Het internationaal filmfestival van Taormina of Taormina Film Fest in een filmfestival in Taormina op Sicilië.
Het filmfestival begon in 1955 onder de naam Rassegna Cinematografica Internazionale di Messina e Taormina, en werd in 1971 vervolgd in Taormina. Grote filmsterren bezochten het filmfestival, waaronder Elizabeth Taylor, Marlene Dietrich, Sophia Loren, Cary Grant, Marlon Brando, Charlton Heston, Audrey Hepburn, Gregory Peck, Tom Cruise, Melanie Griffith en Antonio Banderas.
Tussen 1991 en 1998 werd de naam van het festival onder leiding van Enrico Ghezzi omgedoopt tot TaoFest.